# 鳔冠花
鳔冠花（学名：Cystacanthus paniculatus）为爵床科鳔冠花属的植物。分布在缅甸以及中国大陆的云南等地，生长于海拔300米至2,100米的地区，常生长在灌丛中，目前尚未由人工引种栽培。

## 别名
鳔刺草